# Сычёв, Алексей Алексеевич
Алексей Алексеевич Сычёв (вариант фамилии Сычов; май 1861, Уфимская губерния — после 1917) — крестьянин, учитель, председатель уездной земской управы, депутат IV Государственной думы от Уфимской губернии (1912—1917).

## Биография
Алексей Сычёв (Сычов) родился в мае 1861 года в селе Дуван одноименной волости Златоустовского уезда (Уфимская или Оренбургская губернии) в крестьянской семье. Алексей окончил Тастубинское двухклассное начальное училище.
После получения образования Сычёв выдержал экзамен на звание учителя и приступил к службе земским учителем, на которой проработал последующие 19 лет. Затем он 6 лет был писарем Златоустовской уездной земской управы, после чего три года являлся председателем этой управы. Впоследствии, он ещё три года был её уполномоченным.
На момент избрания в Думу Алексей Алексеевич состоял гласным от крестьян Златоустовского уездного и Уфимского губернского земств. Кроме того, он был земледельцем (на 14 десятинах пахотной и лесной земли), а также владел собственным домом.
20 октября 1912 года беспартийный А. Сычёв был избран в Четвёртую Государственную думу Российской империи от съезда уполномоченных от волостей Уфимской губернии.
В IV Думе Сычёв вошёл во фракцию Прогрессивной партии. Он стал членом сразу семи думских комиссий: земельной, продовольственной, о путях сообщения, бюджетной, по рабочему вопросу, по переселенческому делу и «по наказу» (регламенту). Позже он был членом Прогрессивного блока.
Дальнейшая, «последумская» судьба Алексея Алексеевича Сычёва на сегодняшний день неизвестна.

## Семья
Был женат; имел троих детей (на 1912 год).